# Olivia Newton-John: 48 Original Tracks
A 48 Original Tracks Olivia Newton-John  1994-ben megjelent, 2 CD lemezből álló válogatása.

## Az album ismertetése
A 48 Original Tracks az EMI kiadásában jelent meg az Egyesült Királyságban, 1994-ben. A két CD lemezből álló kiadvány a valaha is kiadásra került legteljesebb válogatás, melyen Olivia Newton-John első, 1971 és 1974 közötti, főként folk, kisebb mértékben country dalai szerepelnek. Ez az egyetlen válogatás, amely tartalmazza első, If Not For You című, nehezen beszerezhető albumának teljes zeneanyagát. A kétlemezes válogatás egyetlen alkalommal, vastag dobozban került kiadásra.

## Az album dalai

### Első lemez
- Love Song
- Banks of the Ohio
- Me And Bobby McGee
- If Not For You
- Help Me Make It Through The Night
- If You Could Read My Mind
- In A Station
- Where Are You Going To My Love
- Lullaby
- No Regrets
- If I Gotta Leave
- Would You Follow Me
- If
- It's So Hard To Say Goodbye
- Winterwood
- What Is Life
- Changes
- Everything I Own
- I'm A Small And Lonely Light
- Just A Little Too Much
- Living In Harmony
- Why Don't You Write Me
- Angel Of The Morning
- Mary Skeffington
- If We Only Have Love

### Második lemez
- My Old Man's Got A Gun
- Maybe Then I'll Think Of You
- Amoureuse
- Take Me Home Country Roads
- I Honestly Love You
- Music Makes My Day
- Heartbreaker
- Leaving
- You Ain't Got The Right
- Feeling Best
- Rosewater
- Being On The Losing End
- If We Try
- Let Me Be There
- Country Girl
- Loving You Ain't Easy
- Have Love Will Travel
- Hands Across The Sea
- Please Mr Please
- Air That I Breathe
- Loving Arms
- If You Love Me, Let Me Know
- Have You Never Been Mellow

## Kiadás
EMI Records 7243 8 271102 5